# ایریس (روان‌گردان)
ایریس (روان‌گردان) (به انگلیسی: Iris) با فرمول شیمیایی C۱۳H۲۱NO۲ یک ترکیب شیمیایی است. که جرم مولی آن ۲۲۳٫۳۱۴ g/mol می‌باشد. 